# 釋紀修
釋紀修（？—1938年），廣東省四邑人，出生年代不詳。1924年從江蘇鎮江金山寺南來香港，被大悅、頓修、悅明三位禪師及大眾禮請主持位於大嶼山昂坪的「大茅蓬」，出任第一代住持，並把大茅蓬改名爲寶蓮襌寺。紀修和尚於 1930 年秋期傳戒圓滿後退居，專心修行。1938 年往生。

## 資料來源
1. ↑  陳永鏗、黎民鏗著，《大嶼山探勝遊》，萬里機構．萬里書店，2003年。ISBN 9621424992
2. ↑  呂烈著，《大嶼山  》，三聯書店，2002年。ISBN 9620421221
3. ↑  .   [2010-11-25]. （原始内容存档于2021-01-17）.